# Ilkley Moor
Ilkley Moor è una parte di Rombalds Moor, la brughiera che si estende in Inghilterra, nel West Yorkshire, tra  Ilkley e Keighley. Si trova a 402 metri sul livello del mare. Ilkley Moor è conosciuta sia per avere ispirato la canzone popolare On Ilkla Moor Baht, inno non ufficiale dello Yorkshire, sia per le formazioni rocciose che sorgono nella zona e vengono utilizzate per l'arrampicata sportiva.

## Luoghi di interesse
A nord, vicino alla località di Ben Rhyddind (villaggio satellite della città di Ilkley), si trova Ilkley Quarry, sito della famosa formazione rocciosa Cow and Calf (mucca e vitello). Questa formazione è chiamata così perché è composta da due rocce, una più grande e una più piccola vicino ad essa; l'aspetto delle due rocce ricorda una mucca accanto ad un vitello. Secondo una leggenda locale esisteva una terza roccia chiamata Bull (toro) che venne distrutta per ricavarne pietre da costruzione, ma sui documenti storici locali non c'è alcuna conferma dell'esistenza di questa terza roccia.
A Woodhouse Crag, presso il margine settentrionale di Ilkley Moor, si trova la Swastika Stone, una roccia con l'incisione rupestre di una svastica. Il disegno di questa svastica assomiglia alla rosa camuna scolpita su incisioni rupestri presenti in Italia.